# Assara albicostalis
Assara albicostalis är en fjärilsart som beskrevs av Walker 1863. Assara albicostalis ingår i släktet Assara och familjen mott. Inga underarter finns listade i Catalogue of Life.